# Zacualtipán de Angeles
Zacualtipán de Angeles là một đô thị thuộc bang Hidalgo, México. Năm 2005, dân số của đô thị này là 25987 người.